# Ogulinsko polje
Ogulinsko polje, polje u kršu na dodiru Gorskoga kotara, Like i Korduna. Uz Plaško polje, od kojega je odvojeno humovima, dio je Ogulinsko-plaščanske udoline. Obuhvaća 63 km² na visinama 317 do 364 m. Pruža se u smjeru sjeverozapad–jugoistok; dugo je 15 do 18 km (od Vitunja do približno Josipdolskih vrata), široko do 9 km. Sa zapadne strane omeđuju ga padine planinskoga masiva Kapele, najvećim dijelom Velike Kapele, pretežno s vrhovima 700 do 800 m visine (najviši je Klek, 1181 m), a s istočne strane niži grebeni (uglavnom 500 do 600 m; Krpel, Radošić, Treskavac). Polje nije jedinstvena reljefna cjelina. Sastoji se od ravničarsko-brežuljkastih i dolinskih predjela odvojenih šumovitim humovima: oštarijsko-josipdolski dio od zagorsko-modruškoga razdvojen je uzvisinom Veljun (620 m); ravnice oko Skradnika i Careva Polja odijeljene su niskim humom Sveta Katarina; iznad Josipdola je hum Treskavac (523 m). Poljem teče više ponornica (Dobra, Zagorska Mrežnica, Munjava, Vitunjčica, Ratković). U njemu su dva umjetna jezera nastala podizanjem brana za potrebe hidroelektrane Gojak (1959). Na krajnjem je zapadnome dijelu jezero Sabljaci nastalo potapanjem dijela polja južno od Sabljak Sela. Ujezeren je i dio toka Dobre neposredno pred njezinim ponorom u Ogulinu (jezero Bukovnik). Polje je pogodno za poljoprivredno iskorištavanje (uzgoj žitarica, krmnog bilja, voća i povrća; stočarstvo). Na prisojnim padinama humova nekoć se uzgajala vinova loza. U smjeru sjever–jug od 2005. poljem prolazi autocesta Zagreb–Ploče (čvor Ogulin). Polje presijecaju dva važna državna cestovna pravca koji se križaju u Josipdolu: Vrbovsko–Ogulin–Plitvička Jezera–Bihać i Karlovac–Senj. Naselja su uglavnom mala, ruralna i raštrkana, s mnogim zaseocima. Najveća su Ogulin (8216 st., 2011), Oštarije (1444 st.) i Josipdol (879 st.).